# Kasganj
Kasganj ist eine Stadt im nordindischen Bundesstaat Uttar Pradesh.
Kasganj liegt in der nordindischen Ebene 165 km südöstlich der Bundeshauptstadt Neu-Delhi.
Der Ganges strömt 20 km nördlich der Stadt in östlicher Richtung.
Kasganj ist Verwaltungssitz des gleichnamigen Distrikts.
Die Uttar-Pradesh-Fernstraße 33 verbindet Kasganj mit dem 55 km nordöstlich gelegenen Badaun sowie mit der 30 km südlich verlaufenden nationalen Fernstraße NH 91 (Aligarh–Kanpur).
Von Kasganj bestehen Bahnverbindungen nach Hathras, Badaun und Farrukhabad.
Kasganj besitzt als Stadt den Status eines Nagar Palika Parishad. Die Stadt ist in 25 Wards gegliedert. Beim Zensus 2011 hatte Kasganj 101.277 Einwohner.